# Eugen Bertsch
Eugen Bertsch (* 22. Mai 1907 in Gronau, Oberstenfeld; † 3. Mai 1980 in Berlin-Charlottenburg) war ein deutscher Marathonläufer.
Beim Košice-Marathon 1936 wurde er Fünfter.
1938 wurde er mit seiner persönlichen Bestzeit von 2:37:25 h Deutscher Marathon-Meister. Bei den Europameisterschaften in Paris lag er bei Kilometer 37 auf dem dritten Platz, verlor dann aber nach einem Zusammenprall mit einem Radfahrer zwei Minuten und wurde Sechster in 2:45:21 h.
Eugen Bertsch startete für den VfB Stuttgart.